# Gladys Anslow
Gladys Amelia Anslow (ur. 22 maja 1892 w Springfield, zm. 31 marca 1969 w Brookline) – amerykańska fizyk, pionierka badań spektroskopowych w biochemii.

## Życiorys
W 1909 rozpoczęła naukę w Smith College w Northampton, które było wtedy college'em dla kobiet, liczącym 1600 studentek. Tam uzyskała bakalaureat w 1914 i jesienią tego roku rozpoczęła tam pracę. Równocześnie dalej studiowała i prowadziła badania, między innymi z użyciem nowo pozyskanego spektrografu. Wynika badań opublikowała w pracy Spectroscopic Evidence for the Electron Theory of Matter, która przyniosła jej stopień magistra. Z macierzystej uczelni uzyskała stypendium na studia doktoranckie. Tytuł doktora fizyki uzyskała w 1924 na Uniwersytecie Yale, po czym powróciła do Smith College, gdzie awansowano ją na stanowisko adiunkta (assistant professor). W 1930 otrzymała stanowisko associate professor, a w 1936 została profesorem fizyki.
W czasie studiów na Uniwersytecie Yale została przyjęta do Sigma Xi. Po powrocie do Smith College organizowała lokalny oddział tej organizacji, a gdy został otwarty w 1935 została jego pierwszą przewodniczącą. Należała też do kilku innych organizacji naukowo-badawczych, między innymi American Academy of Arts and Sciences. W swej macierzystej uczelni pełniła też funkcje administracyjne, organizowała fundusze i opiekowała się studentami.

## Badania
Po uzyskaniu doktoratu i powrocie do Smith College zajęła się (wraz z Mary Louise Foster), badaniem widma absorpcyjnego aminokwasów. Wyniki swych badań z lat 1930-1933 opublikowały w czterech artykułach w Journal of Biological Chemistry oraz Physical Review.
Później Anslow kontynuowała, zaczęte na Uniwersytecie Yale, badania w dziedzinie fizyki wysokich energii. W 1938 Ernest Lawrence zaprosił ją do badań przy użyciu nowego cyklotronu w Berkeley. Jej badania dotyczyły jonizacji różnych materiałów bombardowanych neutronami uzyskanymi z cyklotronu. Także w Berkeley, razem z Paulem Aebersoldem, pracowała nad leczeniem nowotworów przy pomocy bombardowania neutronami.
W Berkeley poznała zalety współpracy w dużych grupach badaczy pracujących nad wspólnym tematem, a także wiedzę o gromadzeniu funduszy na badania naukowe ze źródeł publicznych i prywatnych. W latach 1938-1939 doprowadziła do budowy generatora Van de Graaffa o wysokości 8 stóp (2,5 metra) i organizowała grupę badawczą, w skład której wchodzili Douglas Ewing, Nora Mohler i James Koehler, a która miała zajmować się badaniami z użyciem tego generatora. W następnych latach skonstruowano aparaturę badawczą do użytku przy generatorze, ale z powodu II wojny światowej część naukowców zajęła się badaniami na potrzeby wojska i projekt zatrzymano. Sama Anslow została powołana jako specjalny konsultant przy Alanie Watermanie (jej dawnym profesorze fizyki), szefie Office of Field Service w Office of Scientific Research and Development. Kierowała tam sekcją zajmującą się przekazywaniem informacji naukowych i technicznych specjalistom z całego świata. Za tę działalność otrzymała (jako jedna z dwóch kobiet) President's Certificate of Merit.
Po wojnie projekt z generatorem Van de Graffa zarzucono, a Anslow, zorganizowawszy dla Smith College nowoczesny spektrometr (Perkin-Elmer Model 12C), wraz z Dorothy Maud Wrinch badała struktury białek, aminokwasów a także hemoglobiny i insuliny.
W 1950 została uznana Kobietą Roku w Nauce przez Sigma Delta Epsilon. W tym samym roku Smith College nadał jej doktorat honoris causa. W 1960, po przejściu na emeryturę otrzymała stopień research professor a wkrótce później stypendium im. Sophii Smith (założycielki Smith College).

## Życie prywatne
Aktywnie uczestniczyła w życiu Unitarian Society of Northampton, a na uczelni doradzała unitariańskim studentom.
Po otrzymaniu stałego stanowiska (w 1924) zaproponowała swemu ojcu i siostrom zamieszkanie wspólnie. Siostry wyręczały ją w prowadzeniu gospodarstwa domowego, dzięki czemu mogła całkowicie poświęcić się pracy.
Gladys Anslow zmarła w wyniku choroby nowotworowej 31 marca 1969.